# Wilhelm Müller

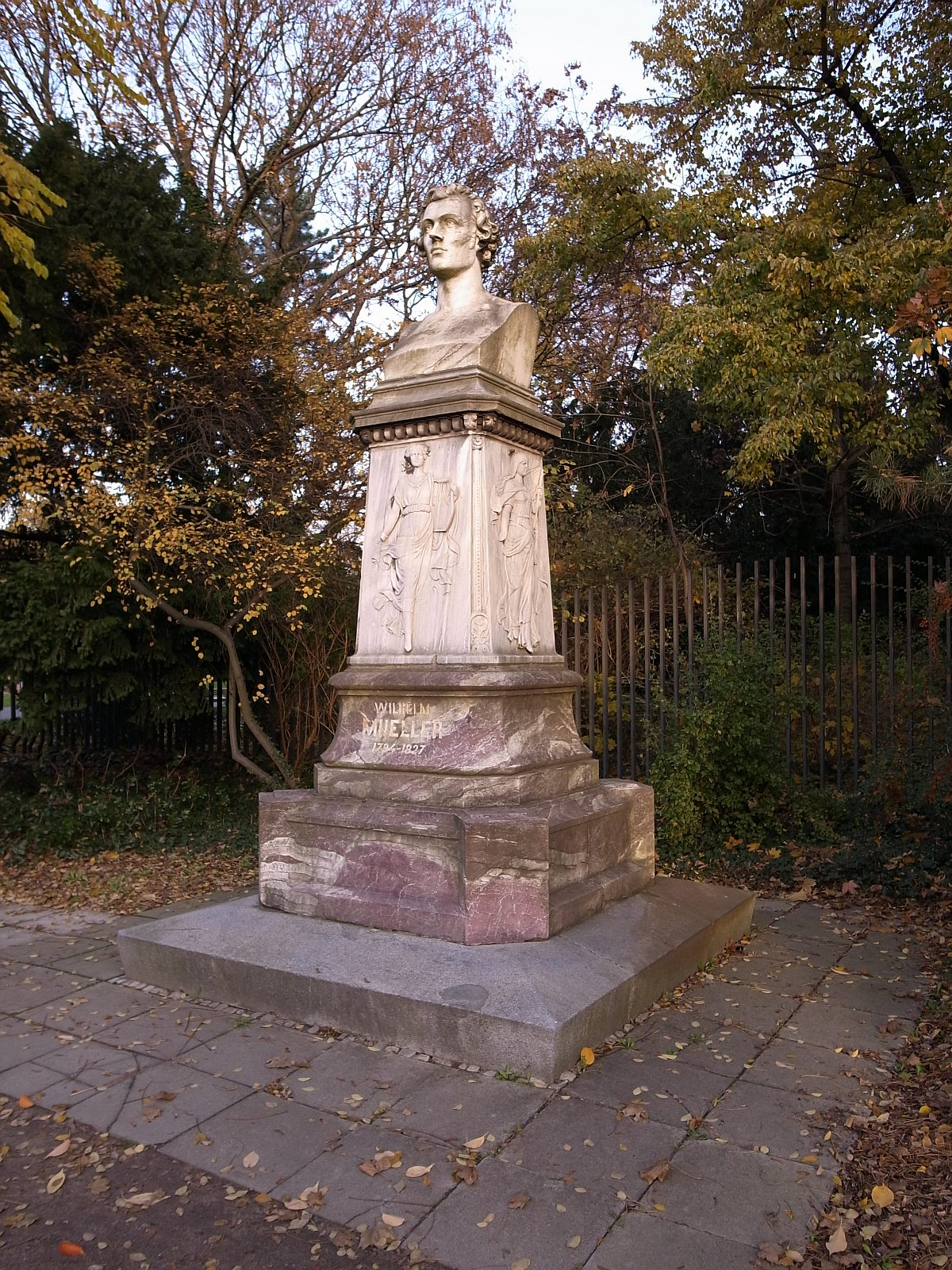
Busto de Müller en el Stadpark de Dessau.

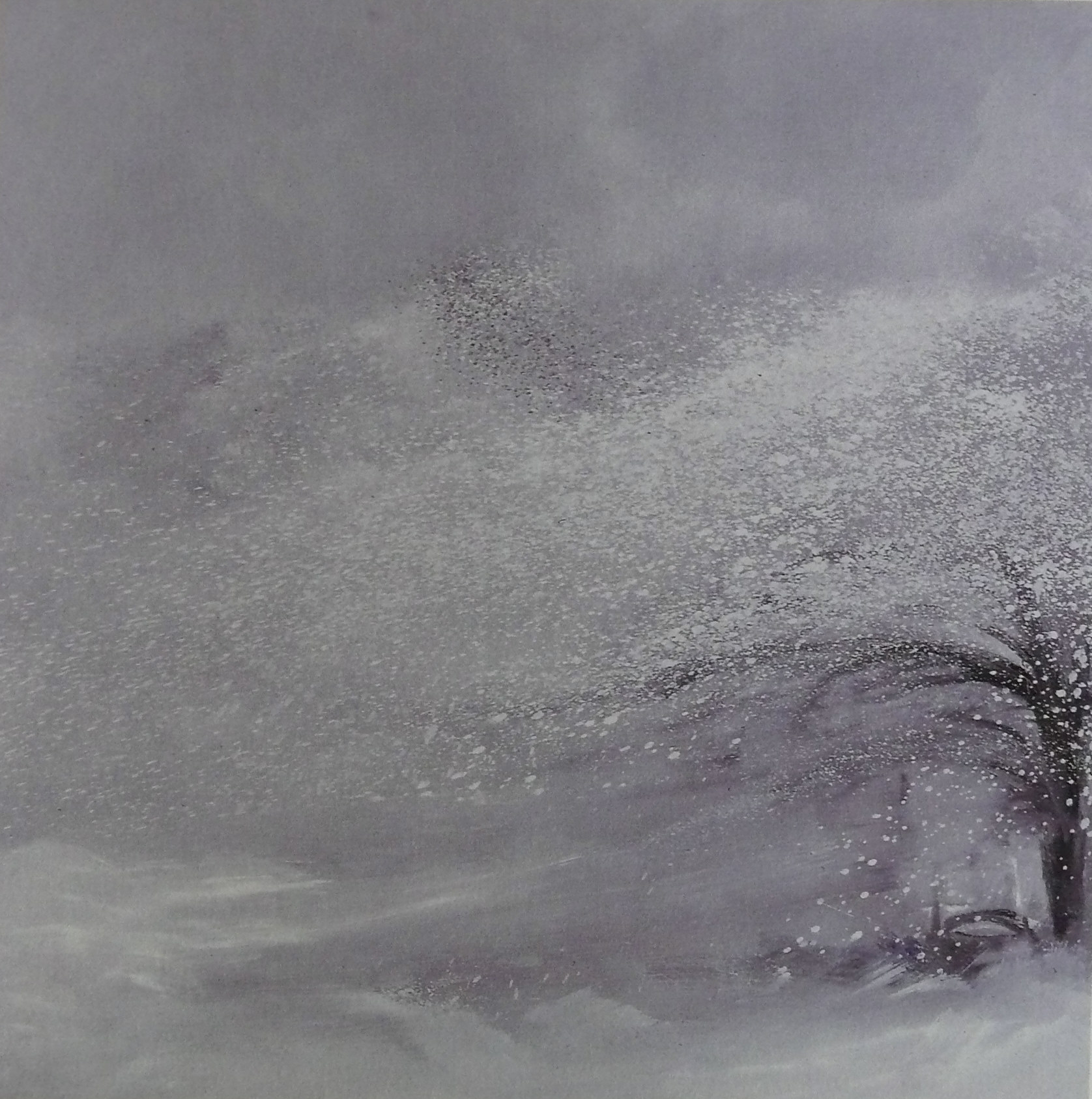
"Der Lindenbaum (El tilo)", cuadro 5 del ciclo de 24 cuadros "Winterreise" según Franz Schubert, óleo de Ingo Kühl 100 x 100 cm, 1996

Johann Ludwig Wilhelm Müller (Dessau, 7 de octubre de 1794 - Dessau, 30 de septiembre de 1827) fue un poeta alemán, autor de los poemas que inspiraron a Franz Schubert sus ciclos de canciones La bella molinera y Viaje de invierno.

## Estudios y guerras napoleónicas
Wilhelm Müller nació en una familia de artesanos. Su padre, Christian Leopold (1752-1820) era sastre. Tras estudiar Wilhelm en un instituto de su ciudad natal, en 1812 se inscribió en la Universidad Humboldt de Berlín, donde se dedicó sobre todo a los estudios de historiografía y filología. En Berlín frecuentó a los jóvenes intelectuales románticos, como Gustav Schwab, Achim von Arnim, Clemens Brentano y Ludwig Tieck. En febrero de 1813 interrumpe sus estudios para enrolarse como voluntario en el ejército prusiano. Tomará parte en las batallas de Lützen, Bautzen, Hanau y Kulm. Tras estar acuartelado en Praga y Bruselas, en 1814 (terminadas las guerras napoleónicas) se licenció del ejército y regresó a Dassau. En 1815 retomó sus estudios universitarios y se licenció en Berlín en 1817.

## Primeros poemas. Estancia en Italia
Los primeros poemas de Müller aparecieron en 1816, en una antología de cantos patrióticos alemanes titulada Bundesblüten, en la que se publicaban a varios autores que cantaban la lucha de la nación alemana contra el invasor francés. En mismo año de su licenciatura fue admitido en la Academia de las Ciencias de Berlín (Berlin-Brandenburgische Akademie der Wissenschaften) e inició un viaje científico como acompañante del barón Albert von Sack cuyo destino era Egipto. Una epidemia obligó a la expedición a permanecer en Italia.
En enero de 1818, en Roma, Müller abandonó la expedición de Sack. Visitó Nápoles, pasó el verano en Roma y sus alrededores y regresó a su patria en otoño. Las impresiones de su viaje se publicaron en 1820 en su libro Rom, Römer und Römerinnen.

## Dessau
En 1819 fue nombrado profesor de latín y griego en el gimnasio de Dessau y en 1820, bibliotecario de la Biblioteca Ducal. En mayo de 1821 se casó con Adelaide Basedow, familiar del pedagogo Johann Bernhard Basedow. De este matrimonio nacieron dos hijos: Auguste (1822) y Friedrich Max Müller (1823), quien se convertirá en un importante historiador y filólogo.
Müller se dedicó intensamente al estudio. Preparó un texto escolar sobre la poesía homérica titulado Preliminares para el estudio de Homero: Introducción al estudio de la Ilíada y la Odisea, una traducción de La trágica historia del doctor Fausto de Marlowe y una antología de la poesía alemana del siglo XVII en diez volúmenes (realizada en colaboración con Karl August Förster). La muerte le sorprendió prematuramente a los 32 años de edad. Sufrió un paro cardiaco de regreso de un viaje por la región suroccidental de Alemania (la Südwestdeutschland). Dejó inacabada una antología de cantos populares italianos que finalmente llevará a término Oskar Ludwig Bernhard Wolff.
La popularidad de Müller como poeta se debe fundamentalmente al hecho de que Franz Schubert utilizara sus versos en dos ciclos de canciones: La bella molinera (Die schöne Müllerin, op. 25, D. 795, ciclo publicado en 1820) y Viaje de invierno (Winterreise, op. 89, D. 911, publicado en 1827) y en otras canciones como El pastor en la roca.

## Obras
- Rom, Römer und Römerinnen [Roma, los romanos y las romanas]. Berlín: Duncker und Humblot, 1820.
- Sieben und siebzig Gedichte aus den hinterlassenen Papieren eines reisenden Waldhornisten [Setenta y siete poesías procedentes de los papeles póstumos de un músico viajero]. Dessau: Christian Georg Ackermann, 1821.
- Lieder des Lebens und der Liebe [Canciones de la vida y del amor]. Dessau: C.G. Ackermann, 1824.[6]
- Lieder der Griechen [Canciones para los griegos (poesías para la lucha de los griegos por la libertad]. Dessau: Ackermann, 1821.
- Neue Lieder der Griechen [Nuevas canciones para los griegos]. Dessau: C.G. Ackermann, 1823.